# Source & echo
|  | Denne artikel er oprettet af botten PalnaBot ud fra en ekstern database. Den kan derfor have sproglige fejl eller mangler. Denne skabelon kan fjernes efter kontrol af indholdet. |

Source & echo er en film instrueret af Jacob F. Schokking, Ane Mette Ruge.

## Handling
En videoinstallation der kombinerer lyd og billede, og hvor tiden spiller en væsentlig rolle. Tilskueren kan bevæge sig gennem den eller rundt i den. Installationen handler om lydens, billedernes og tidens kilder. Kilderne krydser hinanden i rummet og udsender på denne måde lyd, billeder og tid, og modtager til gengæld et svar eller et ekko fra sammenstødene mellem de forskellige kilder.